# Mariä Himmelfahrt (Niedergottsau)

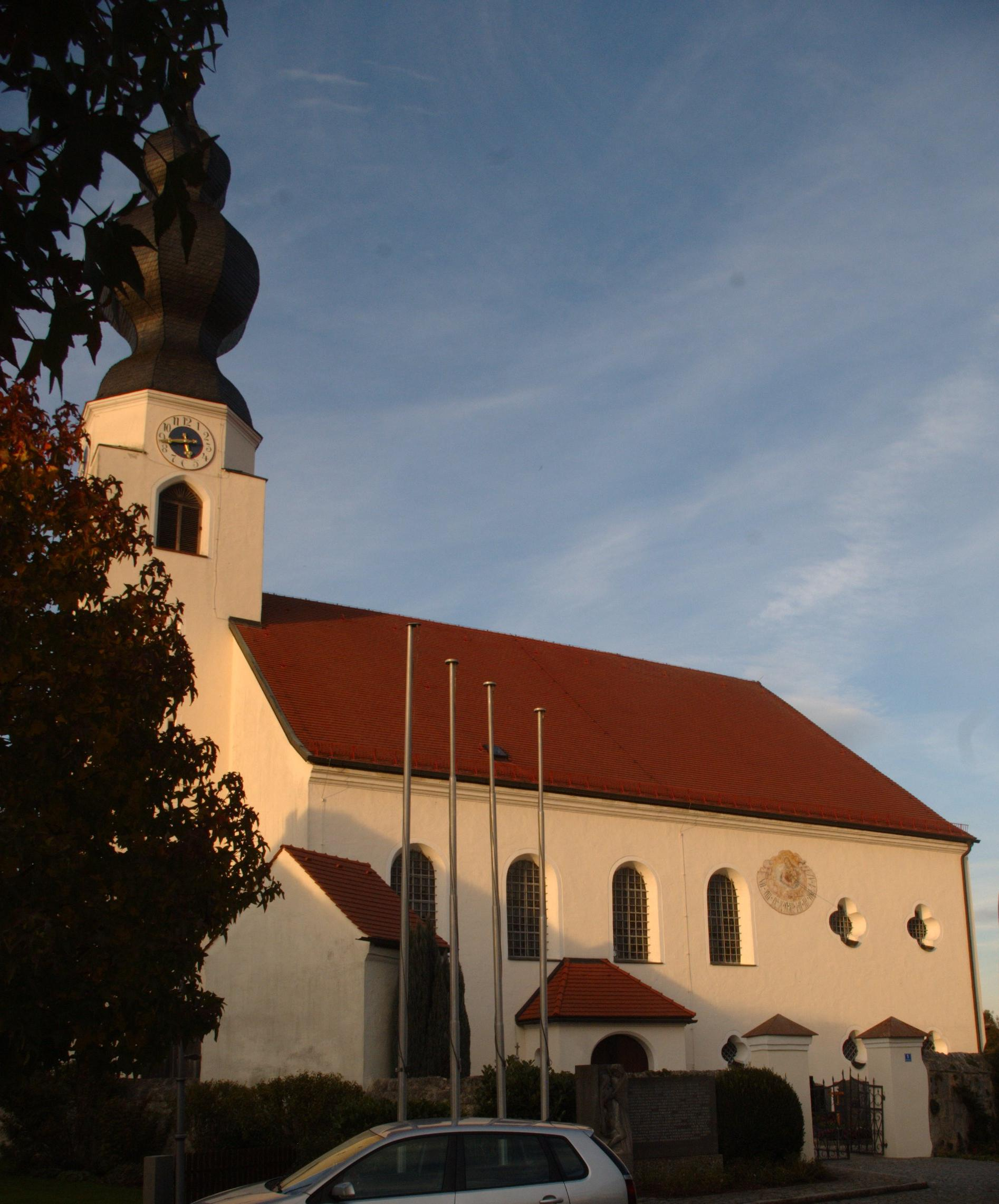
Mariä Himmelfahrt in Niedergottsau

Die römisch-katholische Expositurkirche Mariä Himmelfahrt ist ein Baudenkmal in Niedergottsau bei Haiming in Oberbayern.

## Geschichte
Die Kirche wurde erstmals 1443 urkundlich als „Zukirchen“ von Haiming erwähnt. Die Saalkirche hatte einen leicht eingezogenen Chor mit zwei Jochen und Dreiachtelschluss. 1760 erfolgte eine Erweiterung, indem nördlich ein Seitenschiff mit Emporeneinzug angebaut wurde. Bei Arbeiten 1956/1957 fand man übermalte gotische Malereien an den Wänden und den Gewölben im Chor und im Langhaus. 1971 wurde das Langhaus südlich zum ehemaligen Vorhallenanbau erweitert. Das gotische Südportal wurde dabei nach außen versetzt. Das Innere der ehemaligen Wallfahrtskirche wurde 1991/1992 renoviert.

## Baubeschreibung
Chor und Langhaus werden von einer Stichkappentonne überspannt. In den seitlichen Anbauten findet sich zum Teil Kreuzgratwölbungen. Die Westempore ruht auf achtseitigen Pfeilern und ist mit einem Netzgewölbe unterzogen. Der gotische Westturm hat einen achtseitigen strebenbesetzten Aufsatz, der im 18. Jahrhundert vermutlich beim Bau der Haube verkürzt wurde. Die Friedhofsmauer besteht aus Tuffquadern.

## Ausstattung

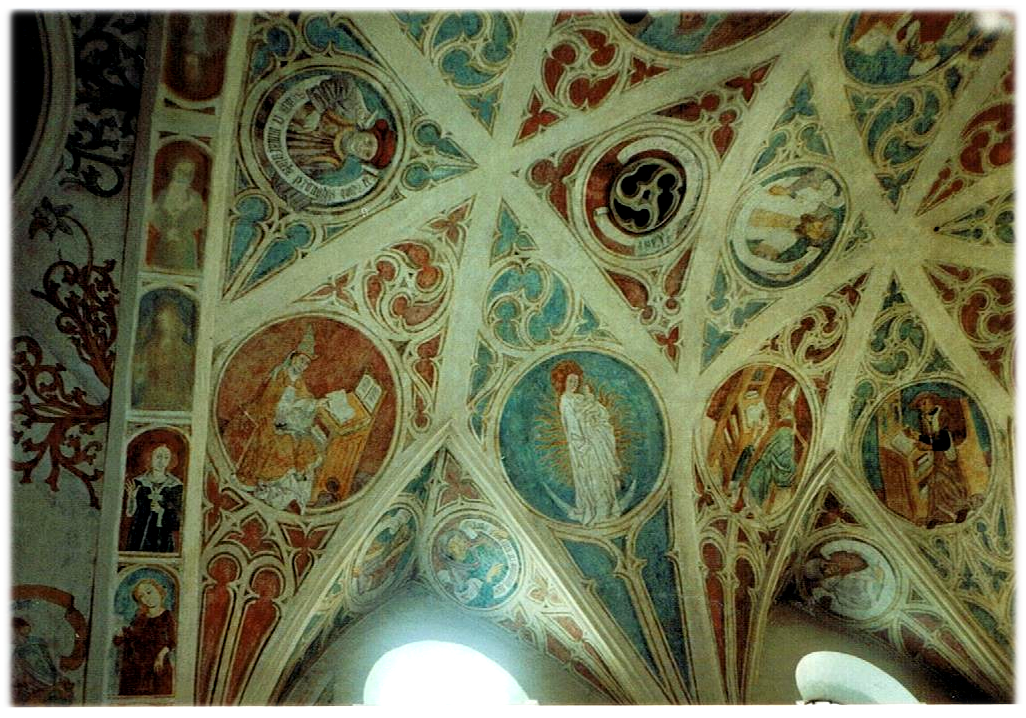
Deckenmalereien

Die spätgotischen Malereien zeigen zwischen dichter Netzfiguration, Fischblasen- und Paßornamentik ein reiches Figurenprogramm. So finden sich beispielsweise Darstellungen aus dem Leben Mariens, die Muttergottes im Strahlenkranz, die Kirchenväter und Propheten. Im Chorbogen sind die Klugen und Törichten Jungfrauen dargestellt. Südlich im Chor findet sich eine Darstellung des Tempelgangs Mariens und an der Nordseite die Anbetung der Könige. Im Chorschluss sind Heilige dargestellt. Die barocken Deckenbilder im Langhaus sind möglicherweise von Joseph Mall aus Marktl.
Der Hochaltar ist von 1780. Das Gnadenbild, eine Mondsichelmadonna, um 1500, wurde später überfasst. Die Seitenfiguren um 1770 werden Johann Georg Lindt zugeschrieben. Die Seitenaltäre und die Altäre auf den Seitenschiffemporen sind von 1638 und zeigen Landschaftsdarstellungen in den Predellen. Das Bild der Dreifaltigkeit im südlichen Seitenaltar von Clemens della Croce ist von 1820. Die Kanzel ist aus dem Ende des 17. Jahrhunderts. Die Kreuzwegbilder aus dem Jahr 1785 sind von Franz Joseph Soll. Die Ölberggruppe unter der Empore wurde um 1700 geschaffen. Die Ausstattung der Sakristei entstand Mitte des 17. Jahrhunderts. Die gotische Kreuzigungsgruppe ist aus dem Anfang des 15. Jahrhunderts. Die Sakristei- und Turmtüren weisen reichen gotischen Beschlag auf. Die Prozessionsstangen und Votivbilder stammen aus dem 17. und 18. Jahrhundert.